# Brioux-sur-Boutonne
Brioux-sur-Boutonne – miejscowość i gmina we Francji, w regionie Nowa Akwitania, w departamencie Deux-Sèvres.
Według danych na rok 1990 gminę zamieszkiwało 1428 osób, a gęstość zaludnienia wynosiła 92 osób/km² (wśród 1467 gmin regionu Poitou-Charentes Brioux-sur-Boutonne plasuje się na 202. miejscu pod względem liczby ludności, natomiast pod względem powierzchni na miejscu 558.).